# ريتشارد جارنر
ريتشارد جارنر هو منتج تلفزيوني كندي، ولد في 20 أبريل 1969.

## وصلات خارجية
- ريتشارد جارنر على موقع IMDb (الإنجليزية)